# Rio Forquetinha
Rio Forquetinha är ett vattendrag i Brasilien.   Det ligger i delstaten Rio Grande do Sul, i den södra delen av landet, 1 500 km söder om huvudstaden Brasília.
I omgivningarna runt Rio Forquetinha växer i huvudsak städsegrön lövskog. Runt Rio Forquetinha är det ganska tätbefolkat, med 75 invånare per kvadratkilometer.